# آب بخش، افغانستان
آب بخش روستایی در افغانستان است که در ولایت بادغیس واقع شده‌است. این روستا در ولسوالی قادس قرار دارد.